# Angelica Bengtsson

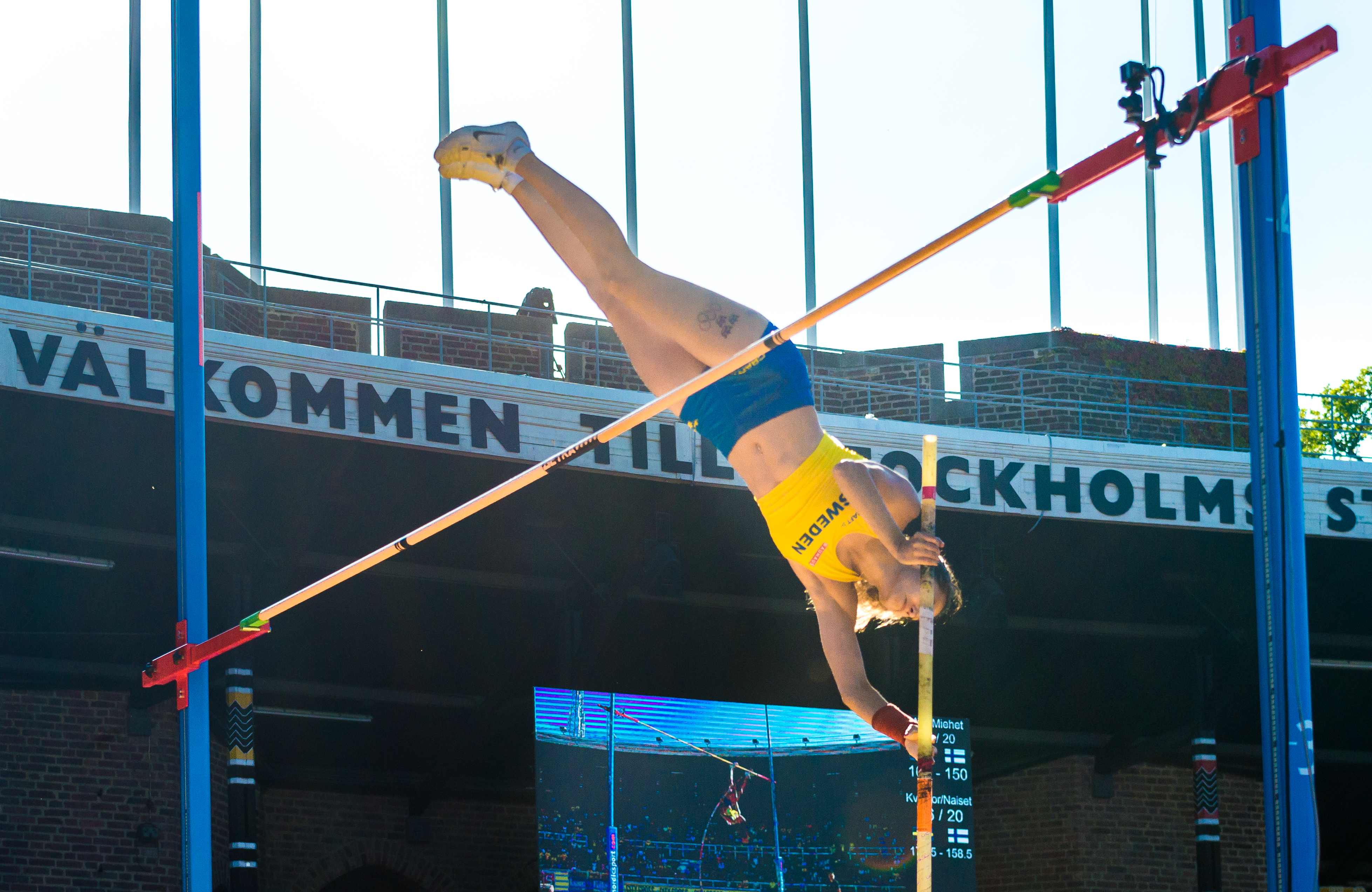
Angelica Bengtsson under Finnkampen på Stockholms stadion i augusti 2019. Bengtsson vann på 4,61.

Angelica Therese Bengtsson, född 8 juli 1993 i Växjö, är en svensk stavhoppare. Hon tävlar för Hässelby SK; tidigare tävlade hon för IFK Växjö. Hon har vunnit både ungdoms-SM och senior-SM samt ungdoms-VM. Angelica Bengtsson innehar det svenska rekordet inomhus (4,81 m) och har tidigare även varit rekordhållare utomhus (4,80 m). Den 22 maj 2010 satte Bengtsson ungdomsvärldsrekord med 4,47 m vid en kvaltävling till ungdoms-OS. Hon har ett förflutet som gymnast.
Den 1 november 2021 meddelade hon att hon avslutar stavhopparkarriären.

## Biografi

### Tidig karriär
Bengtsson hoppade 4,12 m i stavhopp utomhus 2008. Året därpå hoppade hon 4,22 m inomhus då hon vann ungdoms-SM i Borås i mars, vilket gjorde henne till bäst i Sverige inomhus detta år. Vid Ungdoms-VM i Bressanone 2009 blev hon Sveriges första ungdomsvärldsmästare någonsin. Hon vann överlägset stavhoppet med 4,32 m, före svenskan Michaela Meijer på 4,10 m. Hon gjorde även tre försök på mästerskapsrekordet 4,37 m, men rev samtliga tre gånger. Bengtsson klarade 4,37 m senare på året, då hon vann ungdoms-SM hemma på Värendsvallen i Växjö och var därmed bara tre cm från Valerija Voliks (Ryssland), Yingning Zhangs (Kina) och Vicky Parnovs (Australien) ungdomsvärldsrekord (U17) på 4,40 m.
Bengtsson hade då ett år kvar i åldersgruppen. 4,37 m innebar dock ett inofficiellt världsrekord för 16-åringar, ett rekord som hon 8 månader senare förlorade till australiensiska Elizabeth Parnov som redan innan hon hann fylla 16 år hoppade 4,40 m hemma i Perth. Redan med segerhöjden 4,32 m i U-VM tog Bengtsson över det svenska juniorrekordet från Petra Olsen. Senare under året höjde Angelica Bengtsson rekordet ytterligare då hon hoppade 4,37 m.

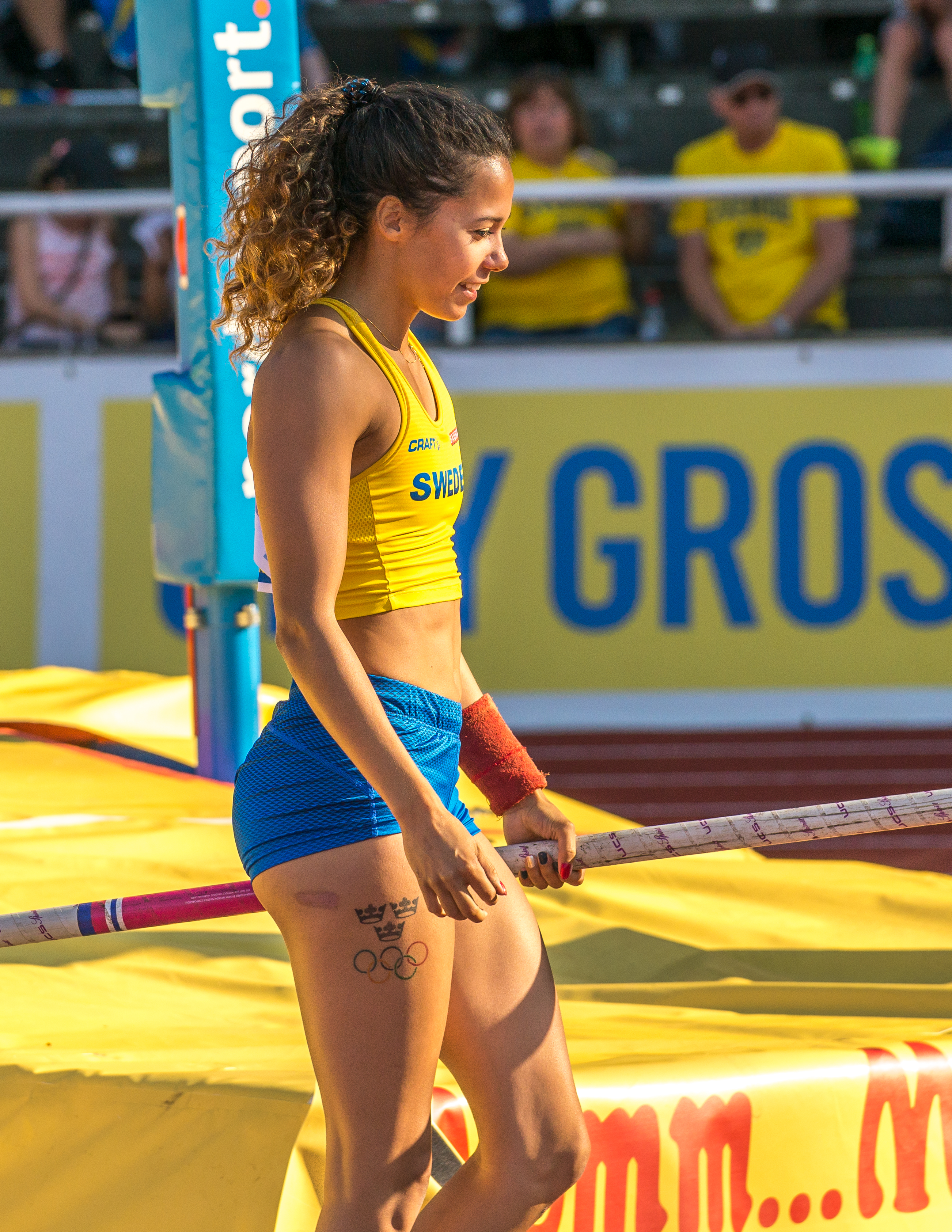
Angelica Bengtsson på Stockholms stadion 2019.

### Klubbyte och ungdomsvärldsrekord
Trots att Bengtsson var Sveriges bästa kvinnliga stavhoppare under 2009 blev det inte något senior-SM eller något deltagande i Finnkampen för hennes del det året, då IFK Växjö och Svenska Friidrottsförbundet på grund av hennes låga ålder inte lät henne delta. Missnöjd med detta växlade hon i oktober 2009 till Stockholmsklubben Hässelby SK, för att de närmaste åren ha möjlighet att delta i seniormästerskap. Hässelby erbjöd henne också en satsning på träningsläger och möjlighet att tävla utomlands för 100 000 kronor. Kontraktet började gälla den 15 november 2009.
Under 2009 skrev hon också kontrakt med agenten Daniel Wessfeldt. Hon fortsatte då att träna för sin far Glenn Bengtsson, bo kvar i Väckelsång och studera på idrottsprogrammet på gymnasiet Procivitas i Växjö, där hon började hösten 2009.
2010 gjorde Bengtsson sin första start i senior-SM vid inomhus-SM i Sätrahallen och tog guld direkt. Hon hoppade 4,30 m, vilket var personbästa och svenskt årsbästa inomhus. 22 maj 2010 satte Bengtsson nytt ungdomsvärldsrekord; det var under ungdoms-OS-uttagningarna i Moskva som hon raderade ut det gamla rekordet och tog 4,47 m efter att först ha klarat 4,42 m. Hon följde upp detta genom att ta hem guldmedaljen vid ungdoms-OS i Singapore i juli, resultat 4,30.

### Svenskt rekord och juniorvärldsrekord
24 juli 2010 vann Bengtsson junior-VM i kanadensiska Moncton efter att ha hoppat 4,25 m. Hon blev då också den yngsta svenska som har tagit medalj i junior-VM, med sina 17 år och 17 dagar. Bengtsson slog därmed det tidigare åldersrekordet, 17 år och 261 dagar, som innehades av Carolina Klüft. 
I januari 2011 satte Bengtsson sitt första seniorrekord, svenskt inomhusrekord på 4,42 (det gamla från 2010 på 4,40 innehades gemensamt av Hanna-Mia Persson, Kirsten Belin och Linda Berglund). Det nya rekordet stod sig dock endast i en knapp månad innan Malin Dahlström inom loppet av en vecka slog det tre gånger. Redan den 20 februari återtog dock Bengtsson rekordet och slog samtidigt juniorvärldsrekord inomhus genom att hoppa 4,52. Ytterligare två dagar senare, under XL-Galan i Globen, höjde hon sitt rekord med 11 centimeter till 4,63 meter. I början på mars tävlade sedan både Bengtsson och Malin Dahlström vid inomhus-EM i Paris och båda slogs ut i kvalet, på samma resultat, 4,35.
I juli 2011 vann Bengtsson guld i JEM i Tallinn på höjden 4,57. Detta var nytt mästerskapsrekord; Jelena Isinbajevas gamla rekord var 4,40. Dessutom var det nytt svenskt utomhusrekord för seniorer, då hon slog Kirsten Belins gamla på 4,51 genom att i samma tävling först klara 4,52 och sedan 4,57. Det var även nytt bästaresultat för juniorer utomhus (Silke Spiegelburg hade det gamla på 4,48), men inte juniorvärldsrekord då Bengtssons inomhusresultat på 4,63 från tidigare på säsongen fortfarande gällde.
Vid EM i juni 2012 i Helsingfors kom Bengtsson på en tiondeplats med 4,30. Hon förbättrade den 5 juli 2012 sitt ett år gamla svenska rekord från 4,57 till 4,58 m under GP-tävlingar på Sollentunavallen. Vid Junior-VM i Barcelona den 14 juli vann Bengtsson guld med 4,50, vilket  var nytt mästerskapsrekord. I augusti tävlade Bengtsson vid OS i London men blev utslagen i kvalet med 4,25 m.

### Vidareutveckling
Vid Inomhus-EM i Göteborg 2013 deltog hon men slogs ut i kvalet med höjden 4,46. Vid U23-EM i Tammerfors 2013 kom Bengtsson på bronsplats med säsongsbästat 4,55. Vid VM i Moskva i augusti slogs hon ut i kvalet på 4,45.
Året därpå, 2014, kom Bengtsson på en femteplats med 4,45 vid EM i Zürich.
Angelica Bengtsson gjorde sin säsongsdebut inomhus 2015 vid tävlingar i Frankrike den 31 januari varvid hon förbättrade sitt eget svenska inomhusrekord från 2011 till 4,68. Vid inomhus-EM i Prag i mars 2015 tog hon brons på personliga inomhusrekordet 4,70 m, tillika svenskt och nordiskt rekord. I Tjeboksary vid Lag-EM den 20 juni 2015 förbättrade Bengtsson sitt utomhusrekord till 4,60 m (det gamla var 4,58 från 2012). Efter att ha vunnit guld på U23-EM i Tallinn den 10 juli på 4,55 m förbättrade hon sitt rekord med ytterligare en cm på SM den 8 augusti. Vid VM i Peking kom Bengtsson den 26 augusti på en fjärdeplats trots att hon förbättrade sitt svenska utomhusrekord från 4,61 till 4,70.
Efter att ha tagit brons på EM i Amsterdam 2016 (resultat 4,65 m) var förväntningarna högt ställda inför OS i Rio i augusti samma år. Angelica Bengtsson klarade 4,55 i andra försöket, men på kvalhöjden 4,60 försvann hon oväntat efter tre knappa rivningar.
2 juli 2017 blev hon av med sitt svenska rekord efter att Michaela Meijer hoppat 4,71 under världsungdomsspelen i Göteborg. Vid VM 2017 i London i början av augusti tog hon sig till final där hon kom tia med 4,55 m.
Bengtsson återtog den 5 juli 2018 svenska rekordet med ett hopp på 4,72 på Diamond League-galan i Lausanne. Den 25 juli 2018 höjde hon det svenska utomhusrekordet ytterligare en centimeter till 4,73 på en Grand Prix-gala i Karlstad.
Den 10 februari 2019 blev Bengtsson av med sitt svenska inomhusrekord från 2015, 4,70, då Michaela Meijer hoppade 4,75. Bengtsson återtog det dock två veckor senare med ett hopp på 4,81 vid en stavgala i franska Clermont-Ferrand. Vid Diamond League i Rom den 6 juni 2019 vann Bengtsson för första gången stavhoppet och förbättrade därvid sitt svenska utomhusrekord ytterligare genom att ta 4,76 meter.
De 29 september 2019 slog hon svenskt utomhusrekord med 4,80 m i friidrotts-VM i Doha efter att ha brutit staven i hoppet dessförinnan. I VM-tävlingen kom hon på en sjätteplats.

### Tränare
Bengtsson har tränats av sin far som är stavhoppstränare och före detta spjutkastare. I början av 2012 drabbades Bengtsson av flera skador. Under sommaren 2012 tränades hon tillfälligt av Miro Zalar och från hösten 2012-2014 av Renaud Lavillenies tränare Damien Inocencio i Clermont-Ferrand, och 2014-2016 av Sébastien Homo och Emanuel Chapelle i Frankrike men samarbetet avbröts när Bengtsson pressades att tävla skadad.
Under 2017 tränades Bengtsson återigen av sin far Glenn. Bengtsson har tränats av Peter Widén sedan 2018. I juni 2021, med mindre än två månader kvar till OS i Tokyo, meddelades att samarbetet mellan Widén och Bengtsson hade avbrutits efter meningsskiljaktigheter mellan de båda. Tanken var att Gustaf Hultgren skulle ta över tränarrollen fram till OS, men 22 juni 2021 råkade Hultgren ut för en allvarlig bilolycka. Under Tokyo-OS tog Bengtsson istället hjälp av Greg Duplantis.

## Bakgrund och familj
Bengtssons far är svensk och mor brasilianska. Bengtsson är uppväxt på en gård i Boaryd utanför Väckelsång, där hon hade en egen stavhoppsanläggning. Angelica Bengtssons äldre syster Victoria Bengtsson hoppade 4,00 m år 2009.
Bengtsson bodde fram till 2016 i Taverny i Paris, då hon flyttade hem igen till föräldrarna i Väckelsång.

## Utmärkelser utöver medaljer
Bengtsson utsågs till Årets nykomling 2010 på Idrottsgalan 2011.
Hon belönades 2015 med Stora grabbars och tjejers märke nummer 536.

## Resultatutveckling
| Utomhus | Inomhus |
| --- | --- |
| - 2006 – 3,40 - 2007 – 3,90 - 2008 – 4,12 - 2009 – 4,37 - 2010 – 4,47 (UVR) - 2011 – 4,57 (SR) - 2012 – 4,58 (SR) - 2013 – 4,55 - 2014 – 4,50 - 2015 – 4,70 - 2016 – 4,65 - 2017 – 4,65 - 2018 – 4,73 - 2019 – 4,80 - 2020 – 4,73 | - 2006 – - - 2007 – - - 2008 – - - 2009 – 4,22 - 2010 – 4,30 - 2011 – 4,63 (JVR) - 2012 – - - 2013 – 4,46 - 2014 – 4,62 - 2015 – 4,70 - 2016 – 4,66 - 2017 – 4,60 - 2018 – 4,50 - 2019 – 4,81 - 2020 – 4,74 |

## Personliga rekord
| Utomhus - Stavhopp – 4,80 m (Doha, Qatar, 29 september 2019) - Längdhopp – 5,66 m (Högby, Sverige, 17 juli 2016) | Inomhus - 60 meter – 8,19 s (Växjö, 19 januari 2019) - Stavhopp – 4,81 m (Clermont-Ferrand, Frankrike, 24 februari 2019) |

## Stilstudie
Stilstudie i Angelica Bengtssons hoppning under Finnkampen 2019.

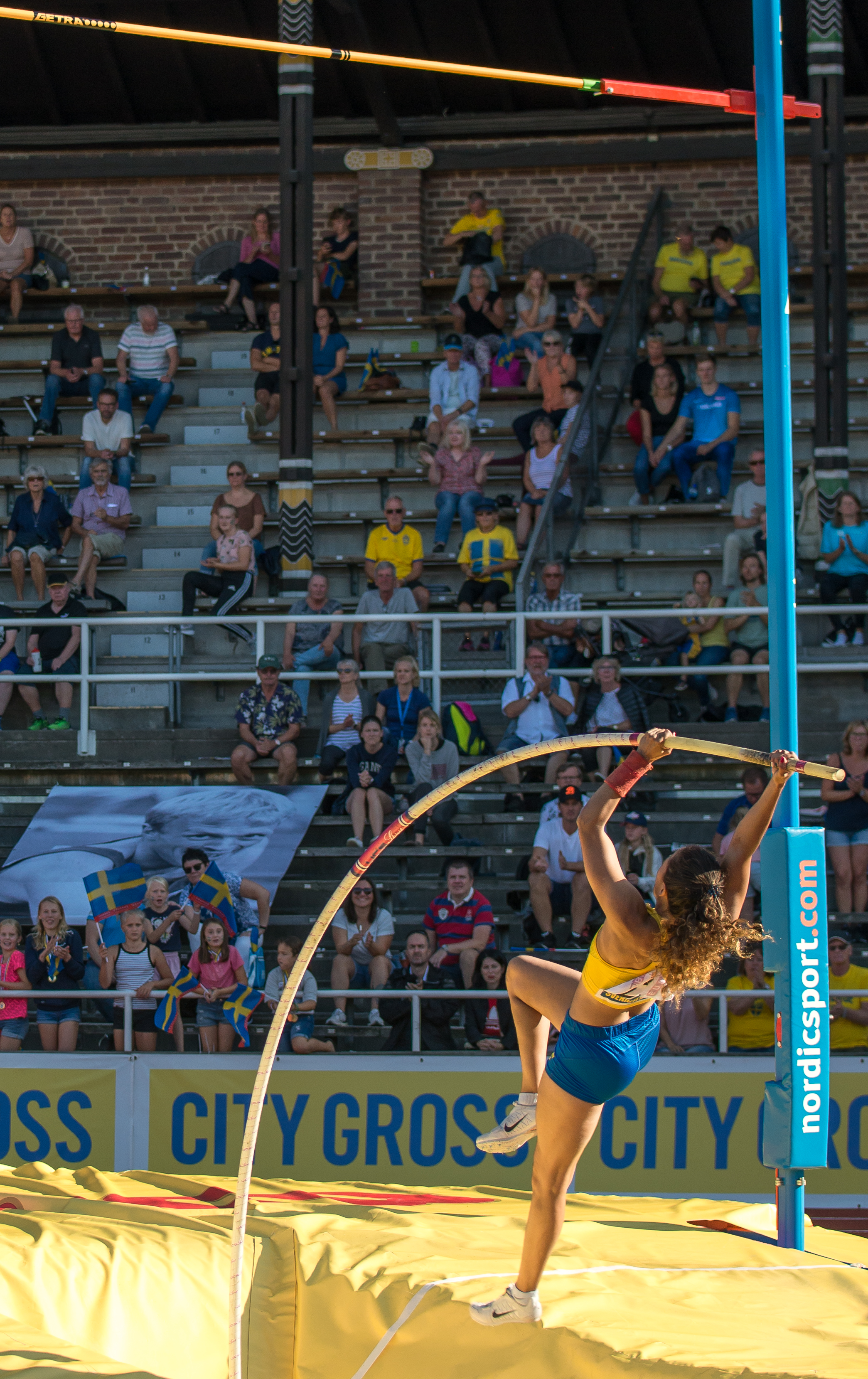
Isättning/uthopp
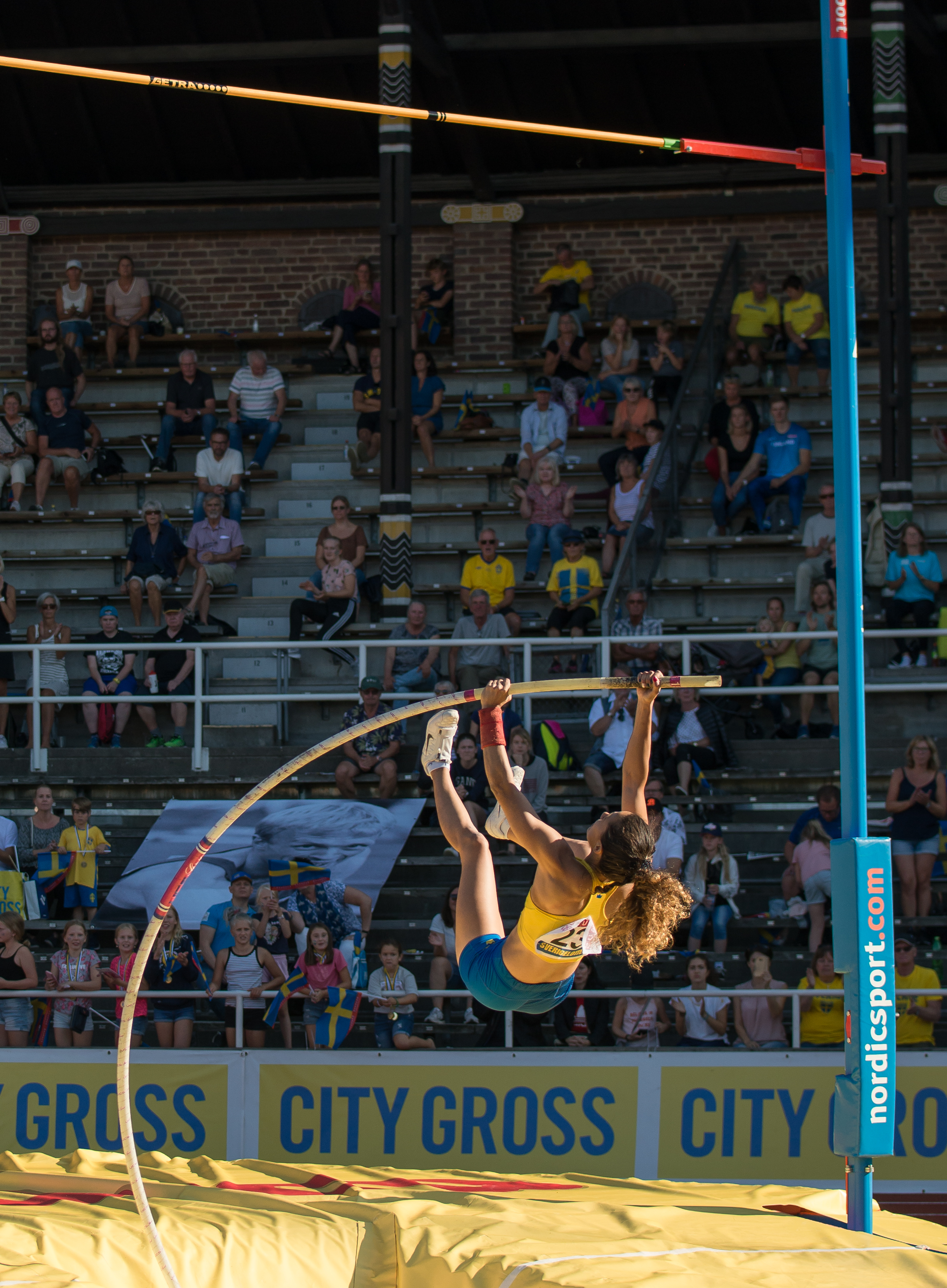
Uthopp/pendling/rotationsfas
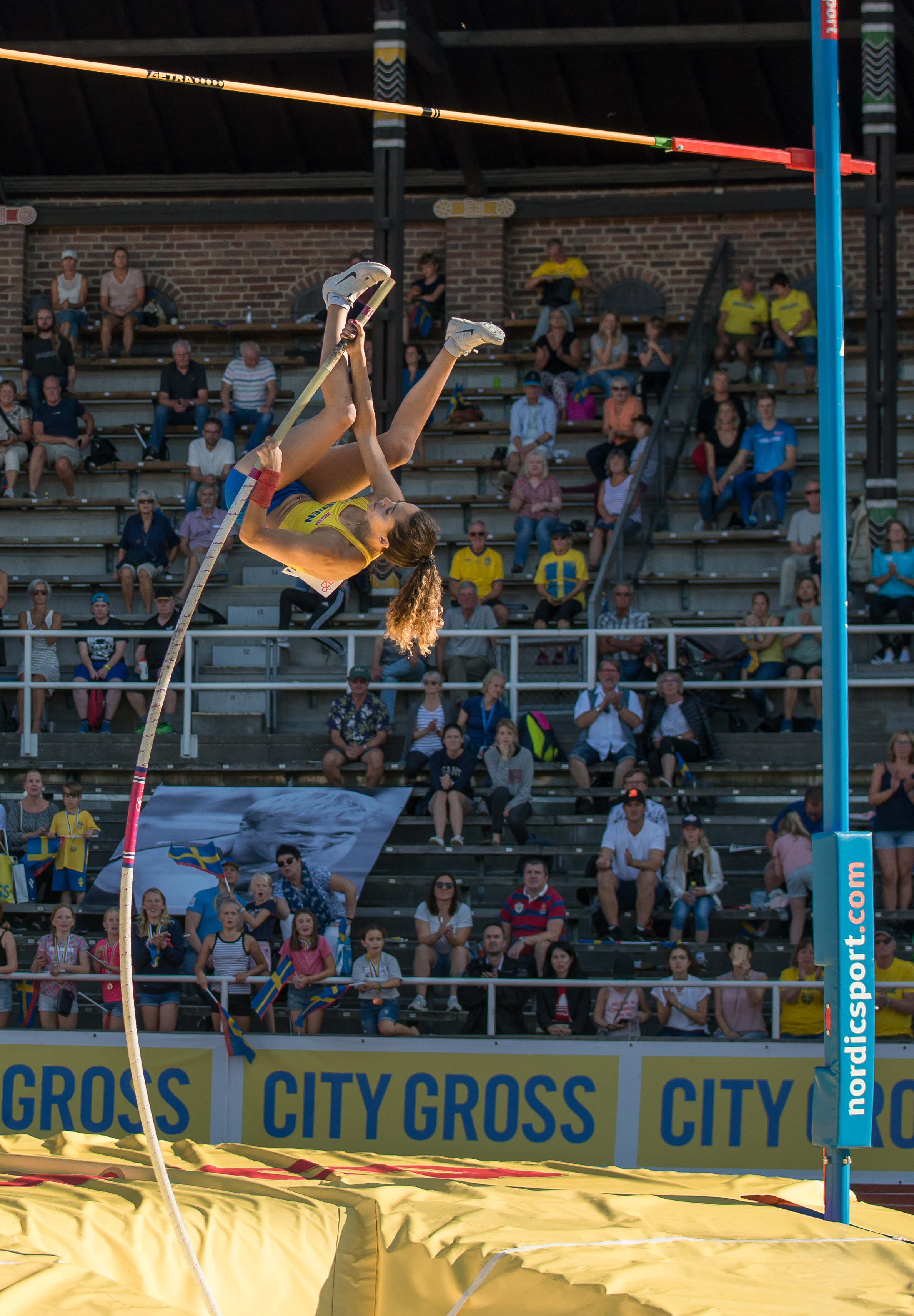
Frånskjut
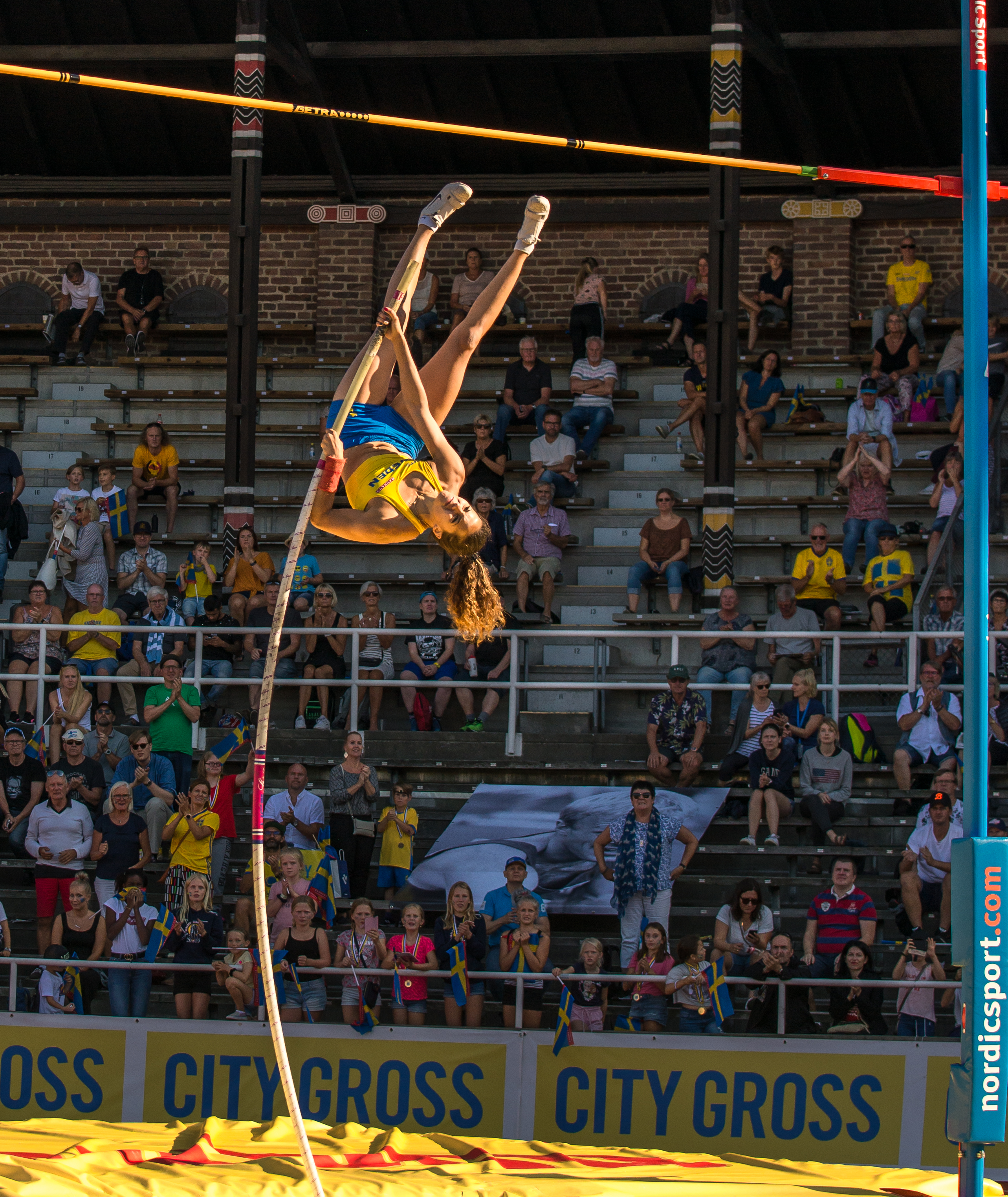
Kroppsuträtning
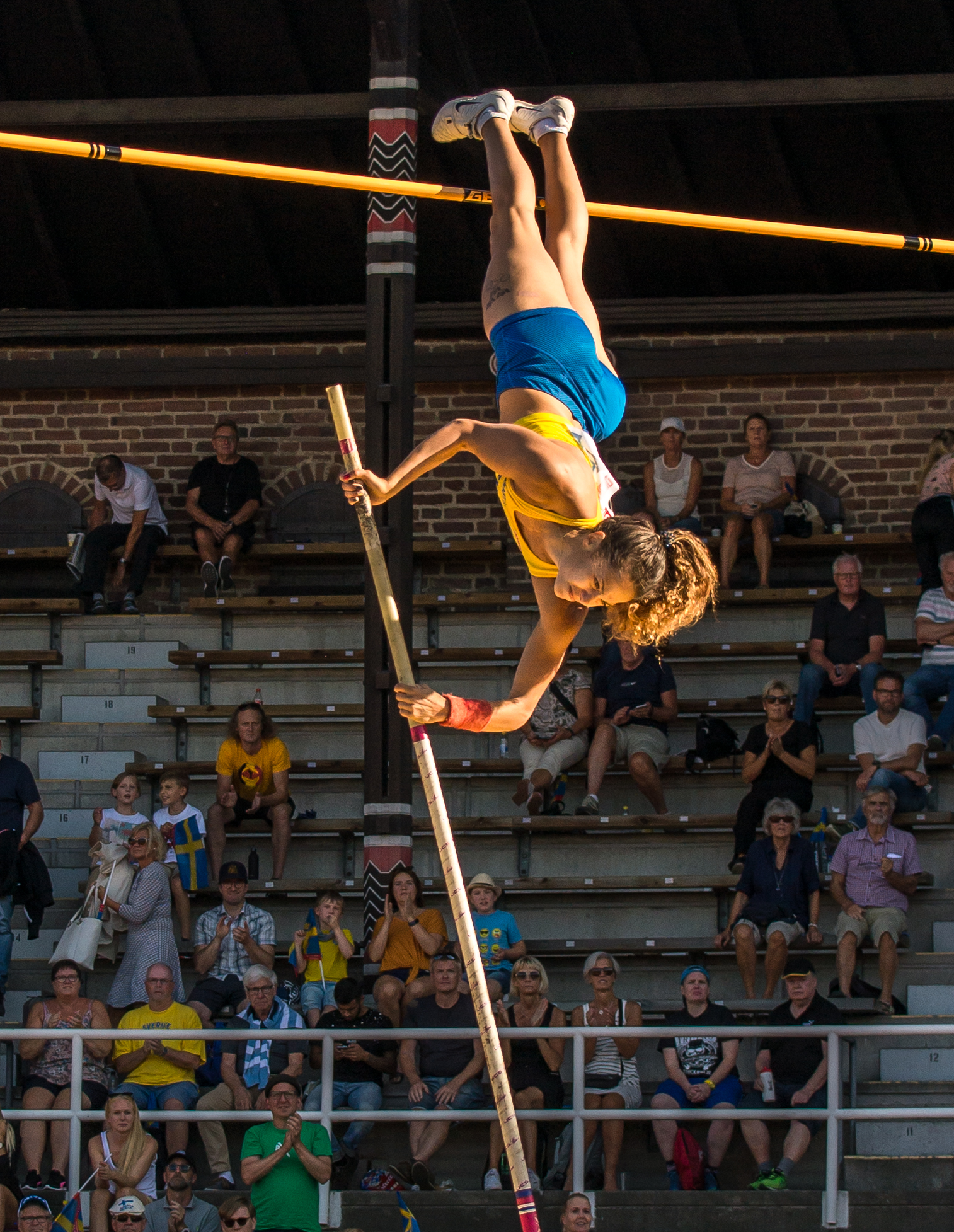
Rotering
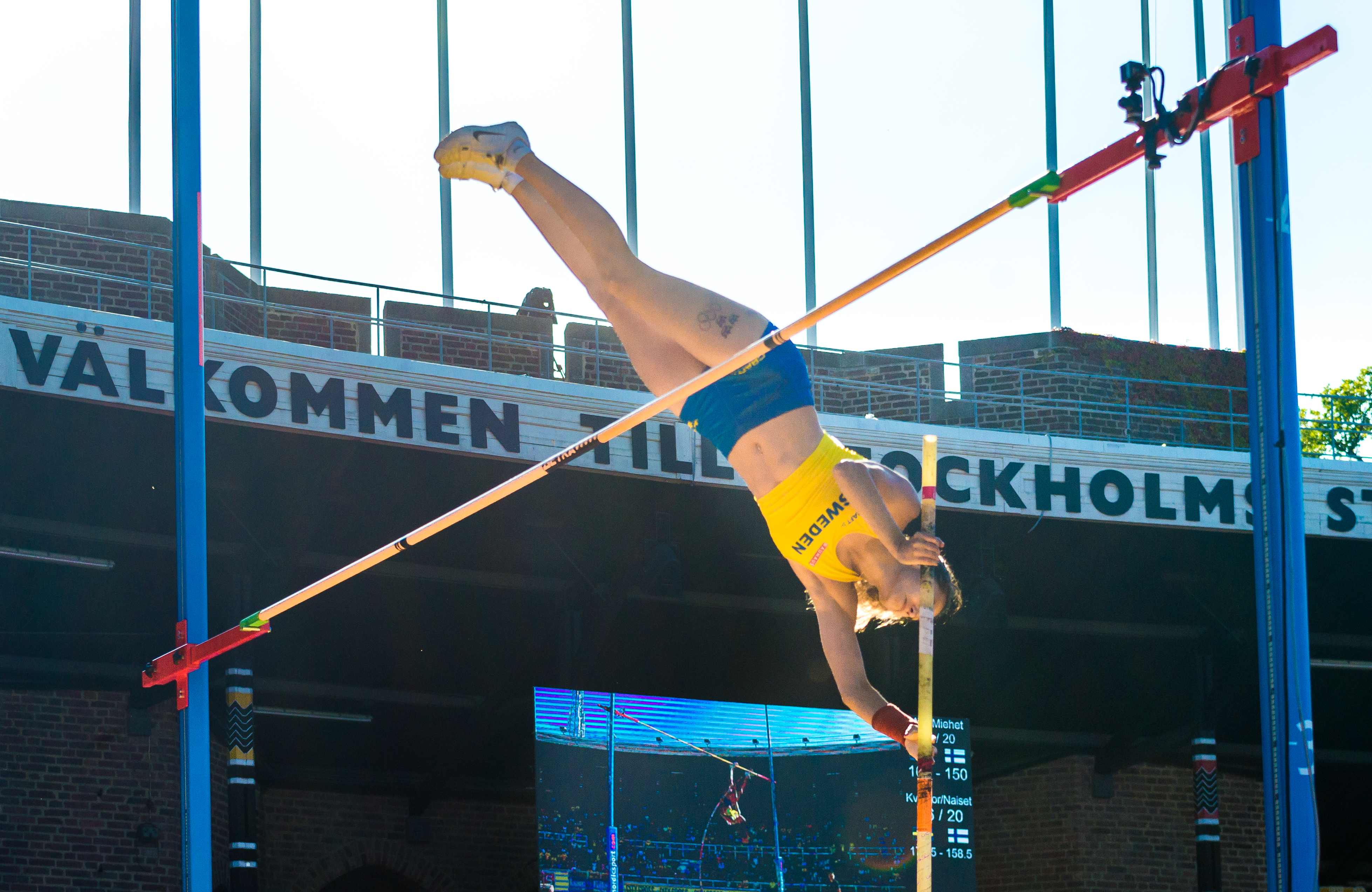
Frånskjut/ribbpassage
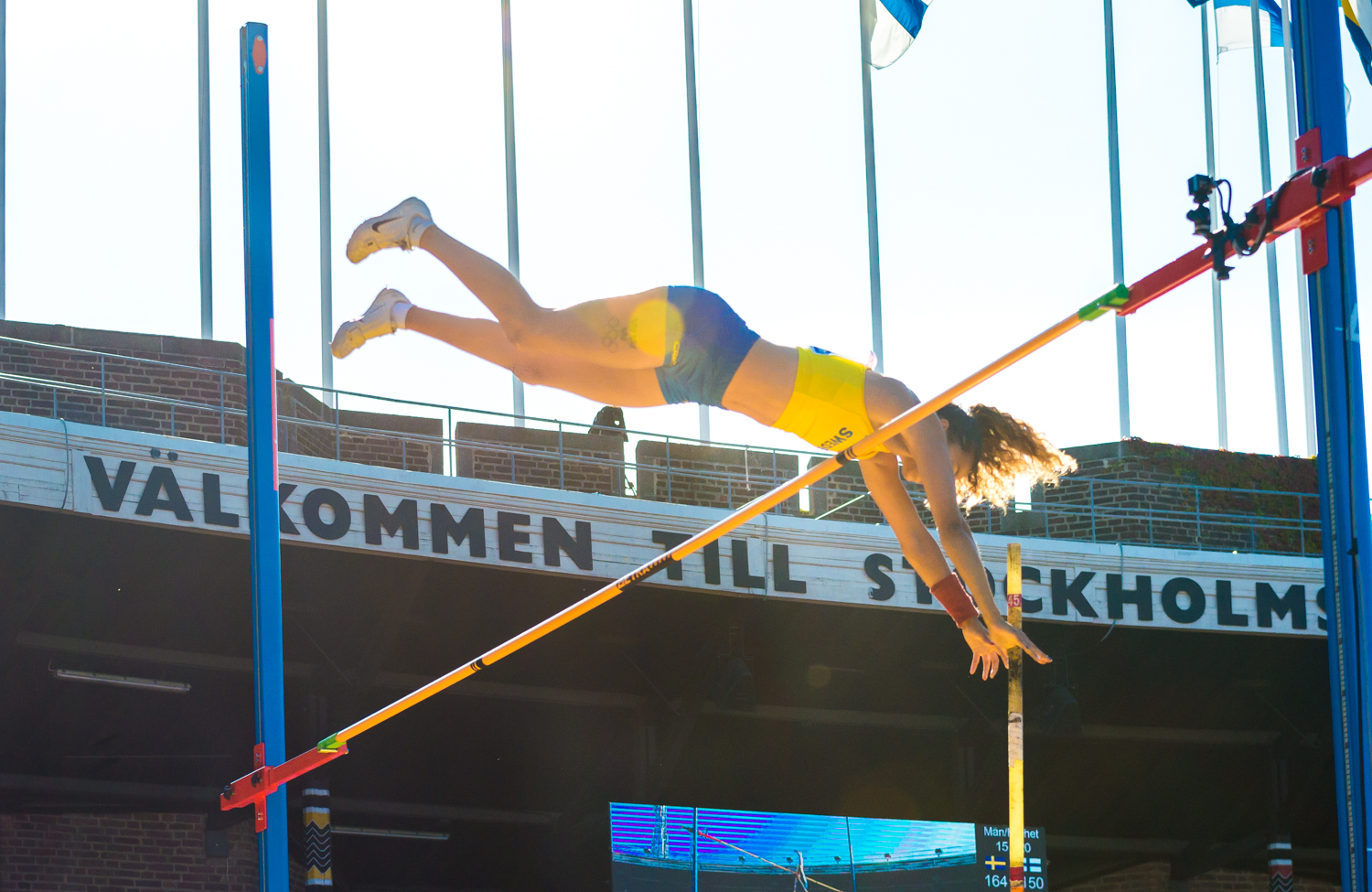
Stavlämning
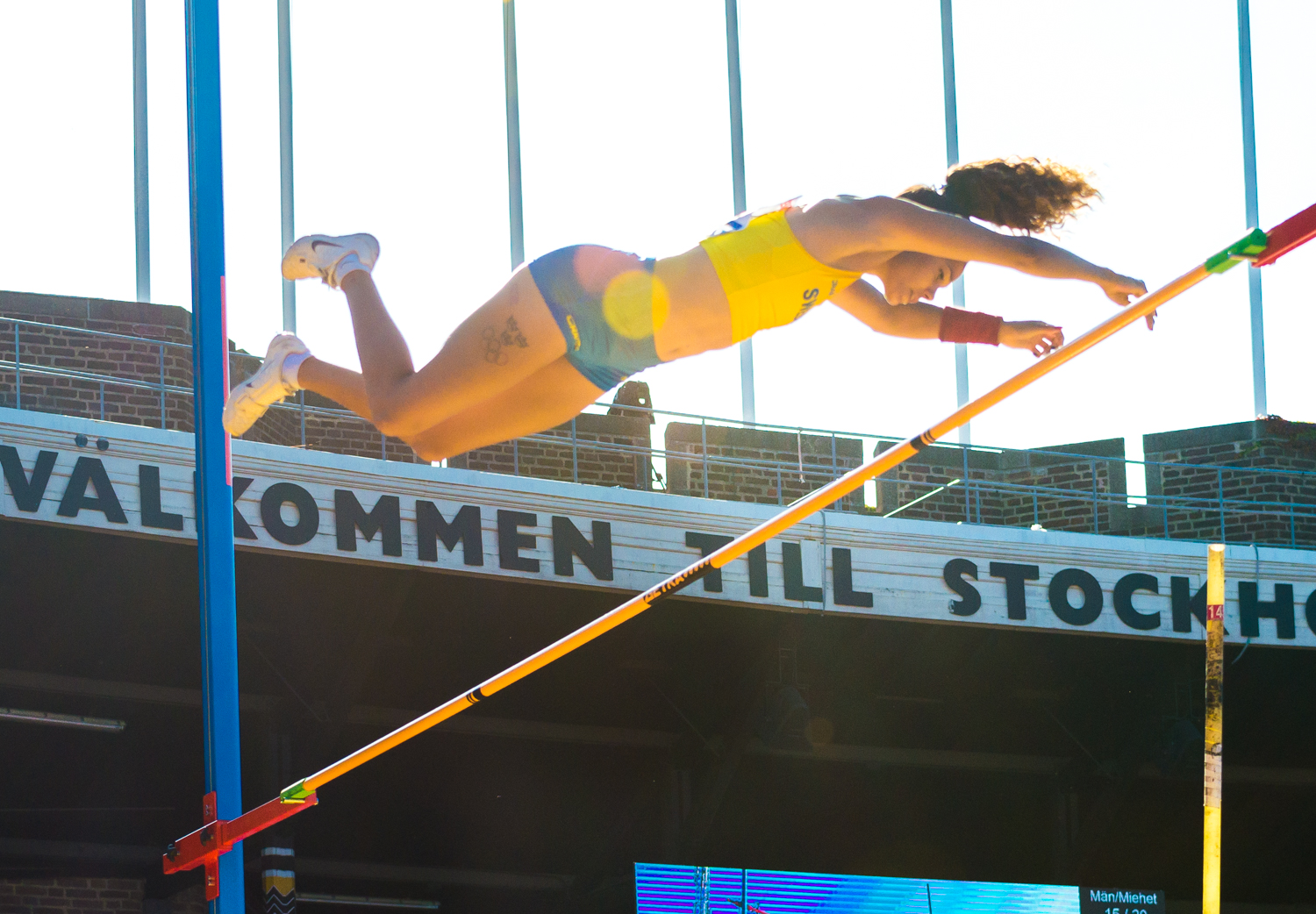
Flyktfärd över ribban
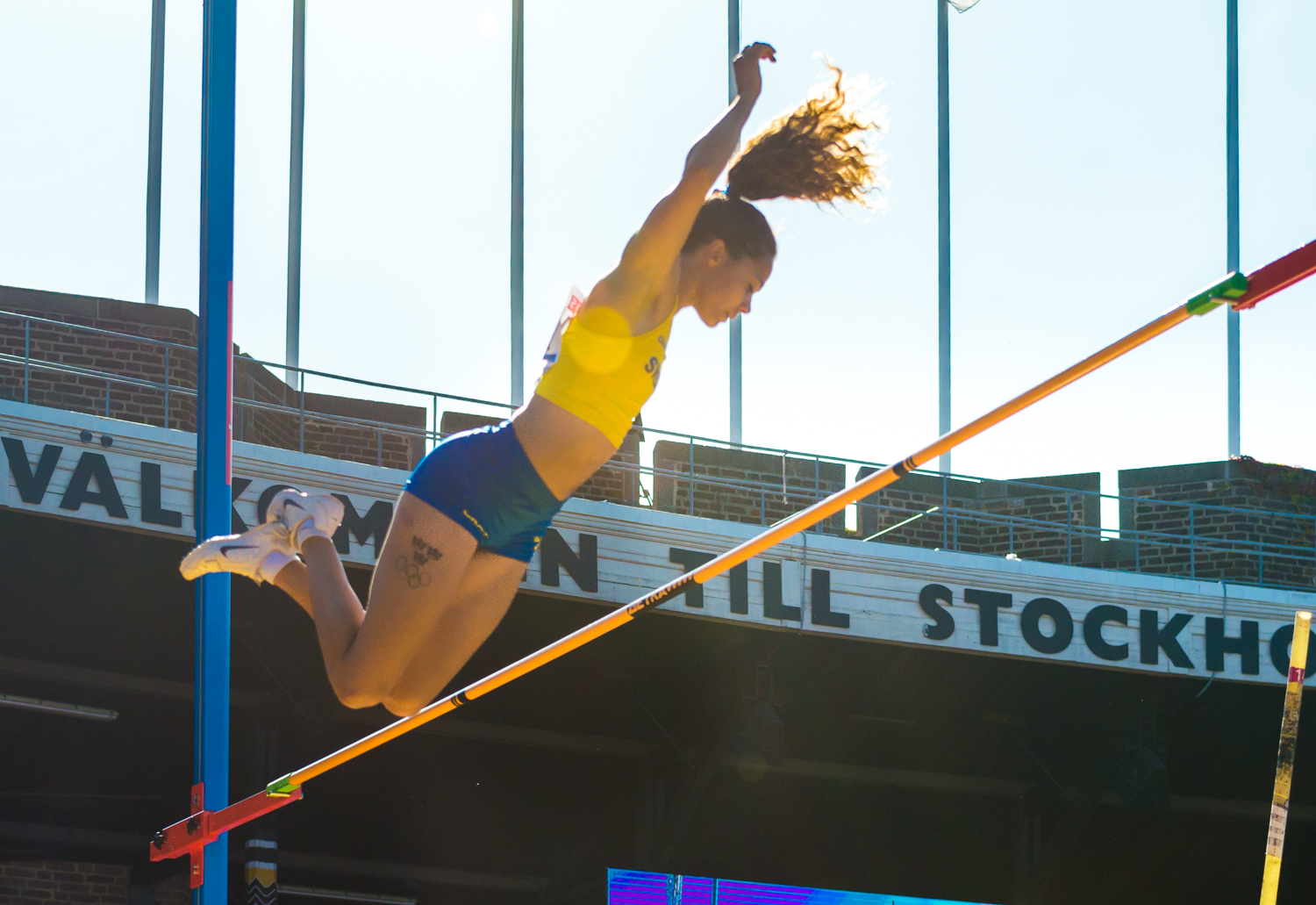
Ribban passerad, pikering påbörjas
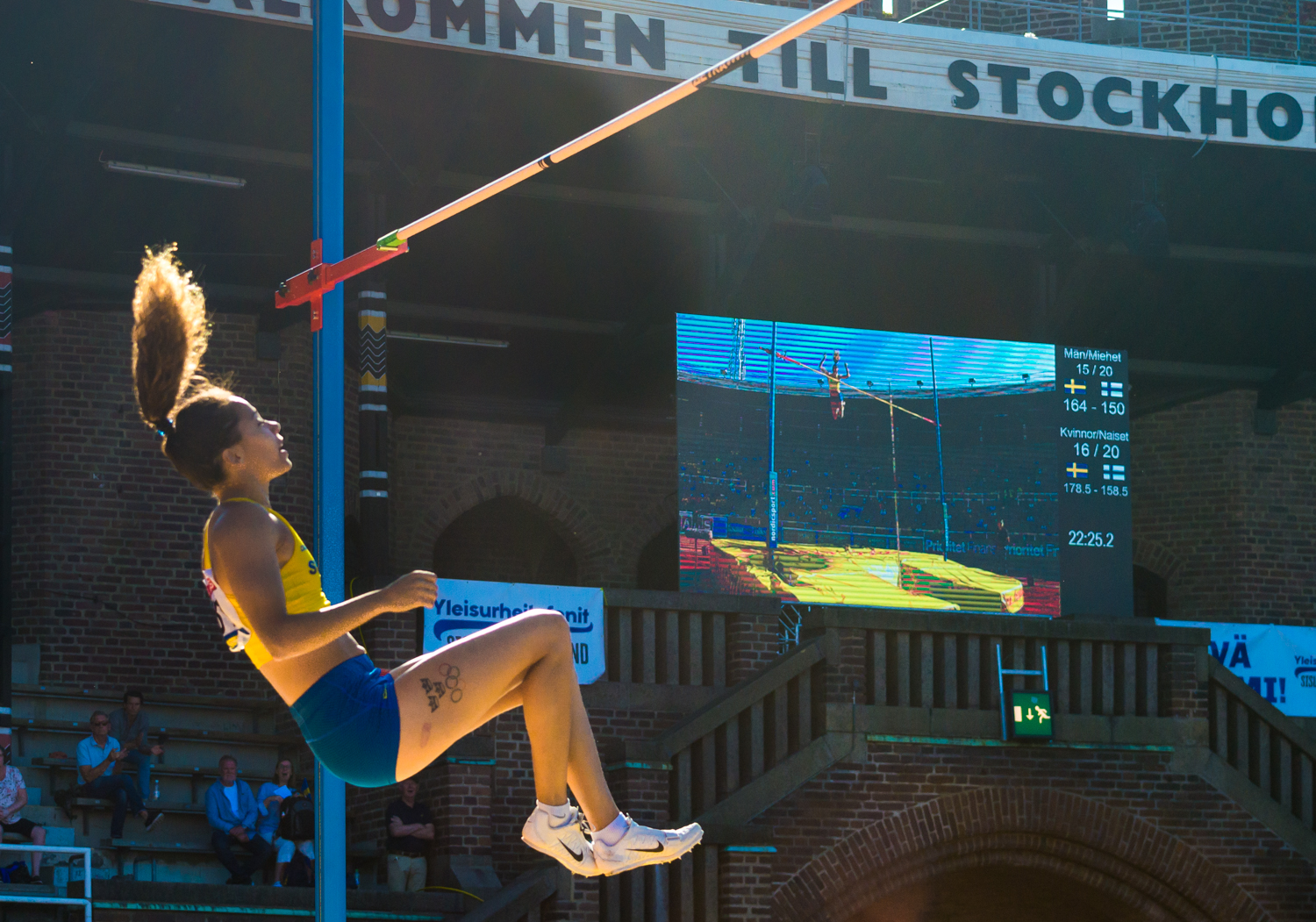
Ryggläge, uträtning av kroppen för att minska bakåtrotationen